# BU-703

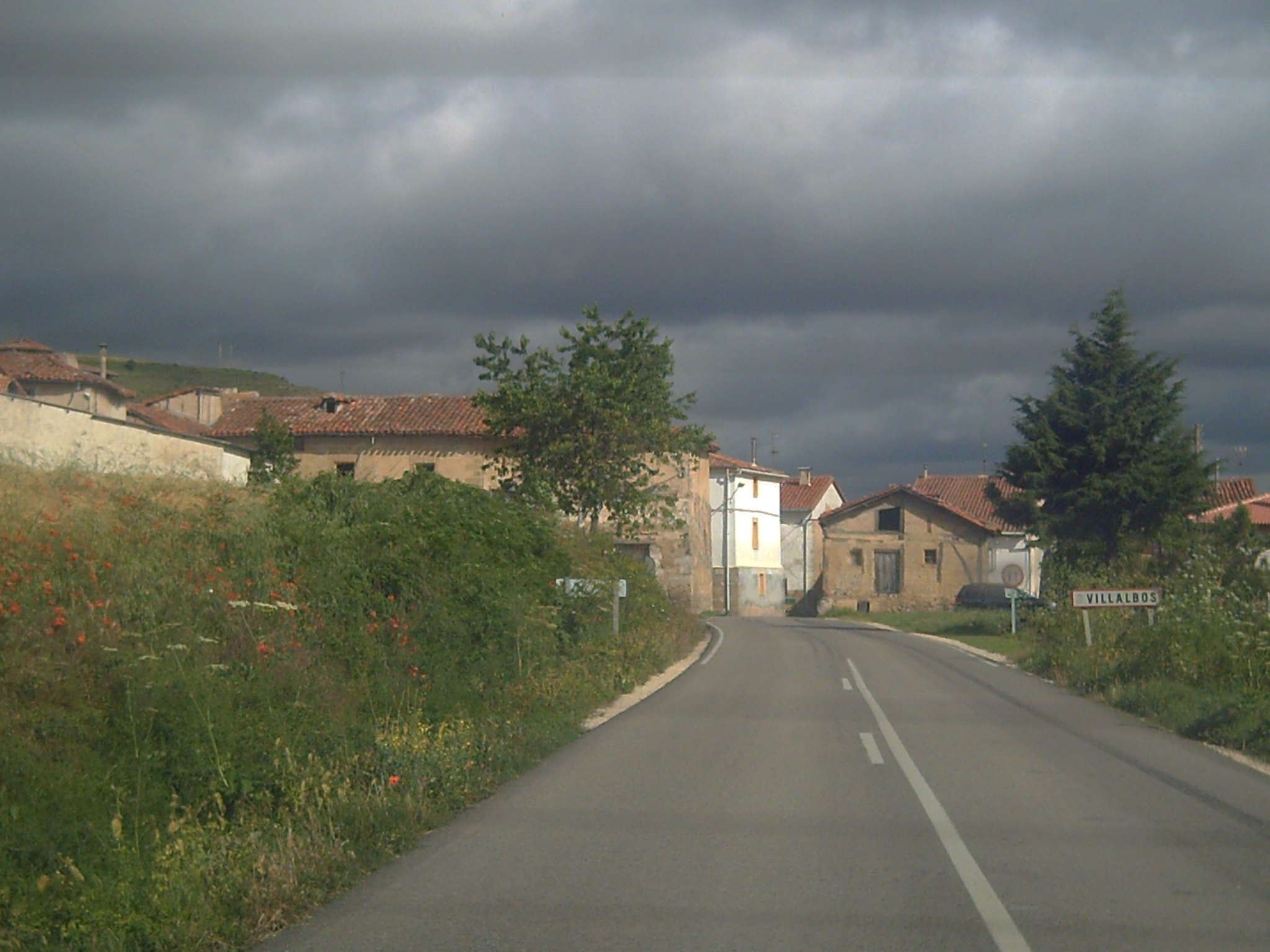
Carretera BU-703 km 6 a su paso por Villalbos.

BU-703 es una carretera provincial en el noreste de la provincia de Burgos, comunidad autónoma de Castilla y León (España).

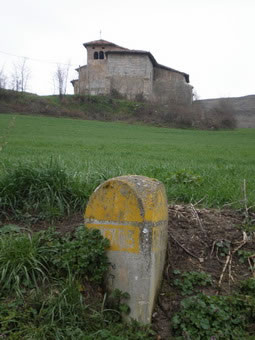
Indicador BU-703 y la Iglesia de Villalbos.

La longitud aproximada de la carretera es de 13 km. y se extiende a lo largo del Valle de Oca, prácticamente, en paralelo al río Oca a su paso por este Valle al que da nombre. Tiene su origen en la carretera Nacional N-1, a la altura de Castil de Peones y comprende las poblaciones de Alcocero de Mola (incluyendo desvío al monumento del General Mola a 2,5 km de la BU-703), Cueva Cardiel, (desvío a la carretera provincial BU-701 a Cerratón de Juarros), Villalmóndar, Villalbos, Villanasur Río de Oca, Villalómez (desvío a la carretera provincial BU-704 a Tosantos), Mozoncillo de Oca (a 2,5 km de la BU-703), Ocón de Villafranca (a 0,5 km de la BU-703), finalizando en la carretera Nacional N-120, en el término municipal de Villafranca Montes de Oca.
La carretera tiene, normalmente, circulación fluida, principalmente de camiones con salida y llegada en las canteras de Villalómez y Cueva Cardiel. El paso de automóviles se reduce a los propios de los habitantes de las ocho localidades situadas en el Valle.
La carretera no dispone de arcenes y en algunos tramos los dos carriles (de ida y venida) se convierten en uno solo por lo que se debe ir con una atención especial, por ejemplo, en la entrada sur a Villalbos, en la entrada sur a Villanasur Río de Oca o en la revuelta del cruce de Mozoncillo. También hay largas rectas de fácil visibilidad.
- Datos: Q5715826